# بيتون ماير
بيتون ماير (بالإنجليزية: Peyton Meyer)‏ مواليد 24 نوفمبر 1998، هو ممثل أمريكي. اشتهر بتأديته دور لوكاس فراير في مسلسل فتاة تقابل العالم على قناة ديزني ودوره السابق كويس ماننينج في مسلسل ديزني دوغ مع بلوج.

## وصلات خارجية
- بيتون ماير على موقع IMDb (الإنجليزية)
- بيتون ماير على موقع روتن توميتوز (الإنجليزية)
- بيتون ماير على موقع أول موفي (الإنجليزية)
- بيتون ماير على موقع قاعدة بيانات الفيلم (الإنجليزية)
- بيتون ماير على موقع كينوبويسك (الروسية)